# Olatz Salvador
Olatz Salvador Zaldua (San Sebastián, 1990) es una cantautora y música española.

## Biografía
Desde 2010, era teclista y hacía los coros en el grupo Skakeitan, participando en numerosos festivales de música. Desde 2014, comenzó una carrera en solitario animada por sus amistades que le impulsaron a cantar en público sus propias composiciones. Suele realizar conciertos acústicos acompañada por guitarras.
En el año 2017 grabó en directo su primer disco Zarautz Zuzenean. En 2018 lanzó su primer disco de estudio en solitario, titulado Zintzilik. En enero de 2021, lanzó su segundo álbum: 'Aho uhal' colaborando con Rozalén, Ivan Ferreiro o Gata Cattana, Idoia Asurmendi, entre otras.
Participa en la red de mujeres músicas vascas creada en 2017 para promover la visibilidad de las artistas. 

## Discos
- Zarautz Zuzenean (2017).[5]
- Zintzilik (2018, Airaka).[8]
- Aho uhal (2021).[9]
- Zainak eman (2024).

## Vida personal
Es hija del bajista Eduardo Salvador y sobrina del pianista Iñaki Salvador. Tuvo una relación sentimental con la actriz Edurne Azkarate que finalizó en 2023